# Кирога, Факундо
Хуан Факундо Кирога (исп. Juan Facundo Quiroga, 27 ноября 1788 — 16 февраля 1835) — аргентинский военный и политик, активный участник гражданских войн XIX века. Герой книги Доминго Фаустино Сармьенто «Цивилизация и варварство. Жизнеописание Хуана Факундо Кироги» (1845).

## Биография

### Молодые годы
Родился в 1788 году в Сан-Антонио (исп.) в провинции Ла-Риоха, в семье крупных скотоводов; его родителями были Хосе Пруденсио Кирога и Роса Арганьярас. Получил хорошее, по меркам провинции, образование. В 1815 году отправился в Буэнос-Айрес, где получил некоторую военную подготовку. В 1817 году женился на Долорес Фернандес Кабесас, у них в семье родилось пятеро детей.
Тогда же, в 1817 году, назначен главой милиции комарки в чине капитана, и принял участие в войне за независимость, организуя милицию, перехватывая дезертиров, и отправляя скот Армии Севера и Андской армии. В частности, сотрудничал с Николасом Давилой — главой 2-й колонны Андской армии, направлявшейся для освобождения Копьяпо.

### Начало политической карьеры
В это время власть в провинции Ла-Риоха оспаривали две семьи: Окампо и Давила. Кирога поддержал Николаса Давилу, когда в провинцию вторглись «Андские вспомогательные войска» из провинции Сан-Хуан — сражался против них. Вначале он потерпел поражение, и столица провинции была потеряна, но затем он вернулся, и 16 октября 1820 года разбил Франсиско Альдао в сражении в Ла-Риохе, после чего, игнорируя Окампо, заставил законодательное собрание избрать Николаса Давилу губернатором. Однако семья Давила не доверяла Кироге, так как он приобрёл большую популярность среди местного населения. После того, как генерал Мигель Давила потерпел 28 марта 1823 года поражение от Кироги в сражении при Эль-Пуэсто, Кирога принял предложение временно возглавить провинцию, и хотя через несколько месяцев он подал в отставку — он оставался неоспоримым лидером Ла-Риохи.
В 1824 году в Аргентине был создан пост президента республики на который был избран Бернардино Ривадавия. Новый президент дал британским инвесторам эксклюзивные права на разработку месторождений меди и серебра в провинции Ла-Риоха, которые Кирога считал своими. Также Кироге не нравилось то, что центральное правительство урезает права провинций, а больше всего его возмутила антиклерикальная политика правительства, провозгласившего свободу совести (на его знамёнах будет начертан лозунг «Религия или смерть»). Поэтому в назревающем конфликте между унитаристами, выступавшими за усиление роли центрального правительства, и федералистами, стоявшими за максимальную автономию провинций, Кирога решил примкнуть к федералистам.

### Первая война унитаристов с федералистами во внутренней части страны
В провинции Катамарка конфликт между стремящимися к власти группировками начался в 1825 году. Местное законодательное собрание решило первым делом сохранить мир, и под гарантиями Факундо Кироги было заключено соглашение, в соответствии с которым в июле 1825 года губернатором был избран Мануэль Антонио Гутьеррес. Однако Гутьеррес начал гражданскую войну, и поэтому Кирога сверг его; поддержку Кироге оказали Хуан Баутиста Бустос из провинции Кордова и Хуан Фелипе Ибарра из провинции Сантьяго-дель-Эстеро. На пост губернатора Кирога возвёл Маркоса Антонио Фигероа.
Свергнутый Гутьеррес обратился за помощью к Грегорио Араоса де Ламадриду, который захватил власть в провинции Тукуман. Ламадрид вторгся в Катамарку и вернул губернаторское кресло Гутьерресу. Кирога вновь вернулся в Катамарку, опять сместил Гутьерреса, и вновь сделал губернатором Фигероа, после чего разбил силы Ламадрида в сражении при Эль-Тала. Полагая, что Ламадрид был убит в бою, Кирога счёл дела в Катамарке завершёнными. Он отправился в провинцию Сан-Хуан, где местное законодательное собрание не решилось воевать против него, и избрало его родственника Мануэля Кирогу Карриля губернатором.
Однако Ламадрид был не убит в бою, а лишь ранен. После выздоровления в Тукумане он вторгся в провинцию Сантьяго-дель-Эстеро и разбил силы Ибарры. Кирога отправился в Сантьяго-дель-Эстеро, соединил свои силы с силами Ибарры (вернув тому власть), после чего направился в Тукуман, где 6 июля 1827 года вторично разгромил Ламадрида в сражении при Ринкон-де-Вальядарес. Ламадрид бежал в Боливию, а Кирога занял столицу провинции и наложил на неё тяжёлую контрибуцию. Когда он покинул провинцию, то губернатором стал федералист Николас Лагуна.

### Вторая война унитаристов с федералистами во внутренней части страны
В 1829 году генерал-унитарист Хосе Мария Пас вторгся в провинцию Кордова и сместил губернатора-федералиста Хуана Баутисту Бустаса. Тот попросил о помощи Кирогу, который, собрав силы из подконтрольных провинций, вторгся в Кордову. 22 июня Кирога и Пас сошлись в сражении при Ла-Таблада, где артиллерия Паса решила дело в пользу унитаристов. Когда Пас вернулся в столицу провинции, Кирога попытался атаковать его вновь, был вновь разбит, и покинул провинцию.
Вернувшись в Ла-Риоху Кирога обнаружил, что некоторые празднуют его поражение. В ярости он расстрелял десять человек, а остальным велел убираться в свои жилища в сельской местности, уничтожив всё, что не смогут забрать с собой. Кирога вновь вторгся в провинцию Кордова, однако Пас опять разбил его 25 февраля 1830 года в сражении при Онктавио. Кирога бежал в Буэнос-Айрес, а Пас вторгся в провинции, в которых тот ранее доминировал, и сформировал «Лигу унитаристов».

### Победа федералистов
Во главе провинции Ла-Риоха был поставлен старый противник Кироги — Ламадрид, который тут же принялся преследовать федералистов. Узнав о творящихся бесчинствах, Кирога решил отвоевать провинцию, и попросил помощи у Хуана Мануэля де Росаса — губернатора провинции Буэнос-Айрес, федералиста. Тот вместе с губернатором провинции Санта-Фе Эстанислао Лопесом был в это время занят вторжением в провинцию Кордова, и мог выделить Кироге лишь 450 человек самого худшего качества (типа заключённых из тюрем). Однако Кирога весьма тщательно подошёл к подготовке своих новобранцев и сумел сделать из них хороших солдат.
В начале 1831 года Кирога через южную часть провинции Кордова двинулся на Куйо; по пути к нему присоединились некоторые солдаты, бежавшие от Паса после поражения в сражении при Фраиле-Муэрто. После яростного боя он занял Рио-Куарто, а затем разгромил Хуана Паскуаля Принглеса — ветерана войск Сан-Мартина. 28 марта он сошёлся в сражении при Родео-де-Чакон с Хосе Виделой Кастильо (губернатором провинции Мендоса) и разбил его. Победа над Кастильо дала ему контроль над провинциями Сан-Луис и Мендоса, в то время как его сторонники восстановили контроль над Сан-Хуаном и Ла-Риохой.
Через несколько дней Кирога получил известие о том, что его старый друг генерал Вильяфанье пытался вернуться из Чили, но по дороге был застрелен офицером-унитаристом. Выйдя из себя, Кирога совершил одно из самых страшных преступлений в своей карьере: он приказал расстрелять всех, кто попал в плен в сражениях при Рио-Куарто и при Родео-де-Чакон.
Тем временем Пас попал в плен к Эстанислао Лопесу, и командование силами унитаристов перешло к Ламадриду. Тот отступил в родную провинцию Тукуман, и там Кирога разгромил его в третий раз — в сражении при Ла-Сюдадела 4 ноября 1831 года. Это сражение положило конец «Лиге унитаристов».

### Жизнь в Буэнос-Айресе
Следующие годы Кирога провёл в Буэнос-Айресе, где шли дебаты о том, нужна ли стране федералистская Конституция. Кирога стоял за быструю организацию национальной структуры, в то время как прочие правители с мест предпочитали выждать. Согласно одному из писем Кироги, он считал, что выработкой Конституции должны заниматься законодатели, а не военные, а задача военных заключается в том, чтобы защищать законы, а не диктовать их.
Номинально Кирога стоял во главе «Кампании в пустыне», начатой Хуаном Мануэлем де Росасом против индейцев в 1833 году. Однако на практике её вели Хосе Феликс Альдао (губернатор провинции Мендоса), правительства провинций Сан-Луис и Кордова, и сам Росас, получивший от неё больше всего выгод. Кирога занялся интригами, и поддержал восстания против Хосе Висенте Рейнафе и его брата в провинции Кордова. Те смогли подавить восстания, но решили разделаться с Кирогой при первой же возможности.
В Буэнос-Айресе Кирога посвятил себя управлению поместьем, которое он приобрёл в районе Сан-Педро. Кирога был единственным человеком, навестившим бывшего президента Ривадавию, который в 1834 году пытался вернуться из Европы в Аргентину, но которому не дали сойти на берег.

### Убийство в Барранка-Яко

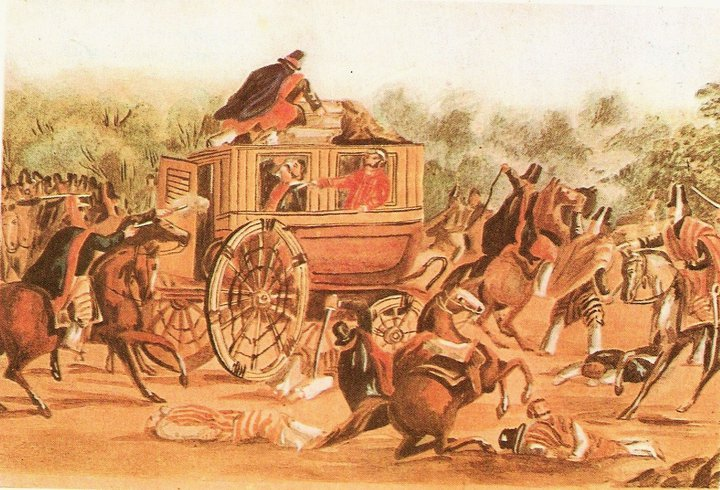
Убийство Факундо Кироги

В конце 1834 года разразилась гражданская война между провинциями Сальта и Тукуман. Губернатор Буэнос-Айреса Мануэль Висенте Маса отправил Кирогу для урегулирования ситуации, однако по прибытии в Сантьяго-дель-Эстеро он узнал, что губернатор Сальты де ла Торре умер, война на севере уже прекратилась, и урегулированием занимаются сами бывшие её участники. В начале следующего года Кирога со своими людьми отправился обратно, но 16 февраля 1835 года их компания попала в устроенную братьями Рейнафе засаду в местечке Барранка-Яко на севере провинции Кордова. Кирога был застрелен в глаз, после чего его тело было изрублено и исколото. Его убийство вызвало кризис в конфедерации (Маса подал в отставку), что расчистило путь для ещё более выраженной диктатуры Мануэля Росаса. Последний возглавлял расследование, по итогу которого братья Рейнафе и Сантос Перес были повешены.